# Кын (село)
Кын (коми-перм. кын — «холодный, мёрзлый») — село в Пермском крае России. Входит в Лысьвенский городской округ.

## Географическое положение
Село расположено в долине реки Кын, при впадении её в Чусовую, в 92 километрах от города Лысьвы. Ближайшие населённые пункты — деревня Кержаковка (10 км) и посёлок Кын (12 км). В окрестности села на реке Чусовой находятся скалы: Великан, Печка, Денежный, Стеновой и Мултык.

## История
Село основано в 1759 году Н. Г. Строгановым при строительстве Кыновского железоделательного завода. Завод был построен по указу Берг-коллегии от 16 февраля 1759 года и запущен в 1761 году, когда были сооружены доменная печь и два молота. До начала XX века Кын выполнял функции административного центра Кыновского округа пермского имения Строгановых. В 1911 году руда истощилась и завод был закрыт.
Село сыграло важную роль в развитии кооперативного движения в России. В 1864 году управляющий заводом Н. А. Рогов учредил здесь первое в России кооперативное общество потребителей, куда вошли рабочие завода.
В 1912 году в Кыну побывал известный фотограф С. М. Прокудин-Горский. Сохранились две выполненные им фотографии села Кын, одна из них цветная.
В 1914 году в окрестностях села прошла железная дорога, и появилась станция Кын, при которой образовался одноимённый посёлок.
С 1930 года в селе работал колхоз, носивший название сначала «им. Сталина», а с ноября 1961 года «Мир». В 1937 году создан детский дом. В 1930-х годах работали также Кыновский лесозаготовительный участок Чусовского леспромхоза и промартель «Обувь». С 1968 г. действует Кыновский кооплеспромхоз, позднее ОАО «Кыновской леспромхоз».
Правительство Пермского края, по предложению пермского писателя Алексея Иванова, планирует организовать в Кыну туристический центр. 
С 2004 до 2011 года село входило в Кыновское сельское поселение Лысьвенского муниципального района.
17 июня 2020 Правительство Пермского края присвоило селу Кын статус исторического поселения, это позволит сохранять историческую застройку комплексно, не придавая каждому строению статус объекта культурного наследия..

## Население
| 1869 | 1926  | 2010 |
| ---- | ----- | ---- |
| 2054 | ↘1271 | ↘576 |

Ранее население составляло: в 1869 году 2 054 человек, в 1926 году 1 271 человек, в 2010 году 500 чел.

## Инфраструктура
В селе имеются участковая больница, аптека, средняя школа, детский сад, детдом, филиал музыкальной школы, почта, метеостанция, лесничество, ветеринарный участок.
В МБУК «Кыновской Народный дом» действуют кинозал, народный театр, библиотека. В 1986 году здесь же открыт Кыновской краеведческий музей. Создателем музея считается ветеран Великой Отечественной войны Соломин Виктор Васильевич. Здание МБУК историческое: здесь располагалась чертёжная Кыновского железоделательного завода.

## Экономика
Население занято преимущественно в лесной промышленности и сельском хозяйстве. Основным предприятием села на протяжении многих лет остаётся ОАО «Кыновской леспромхоз».

## Памятники истории

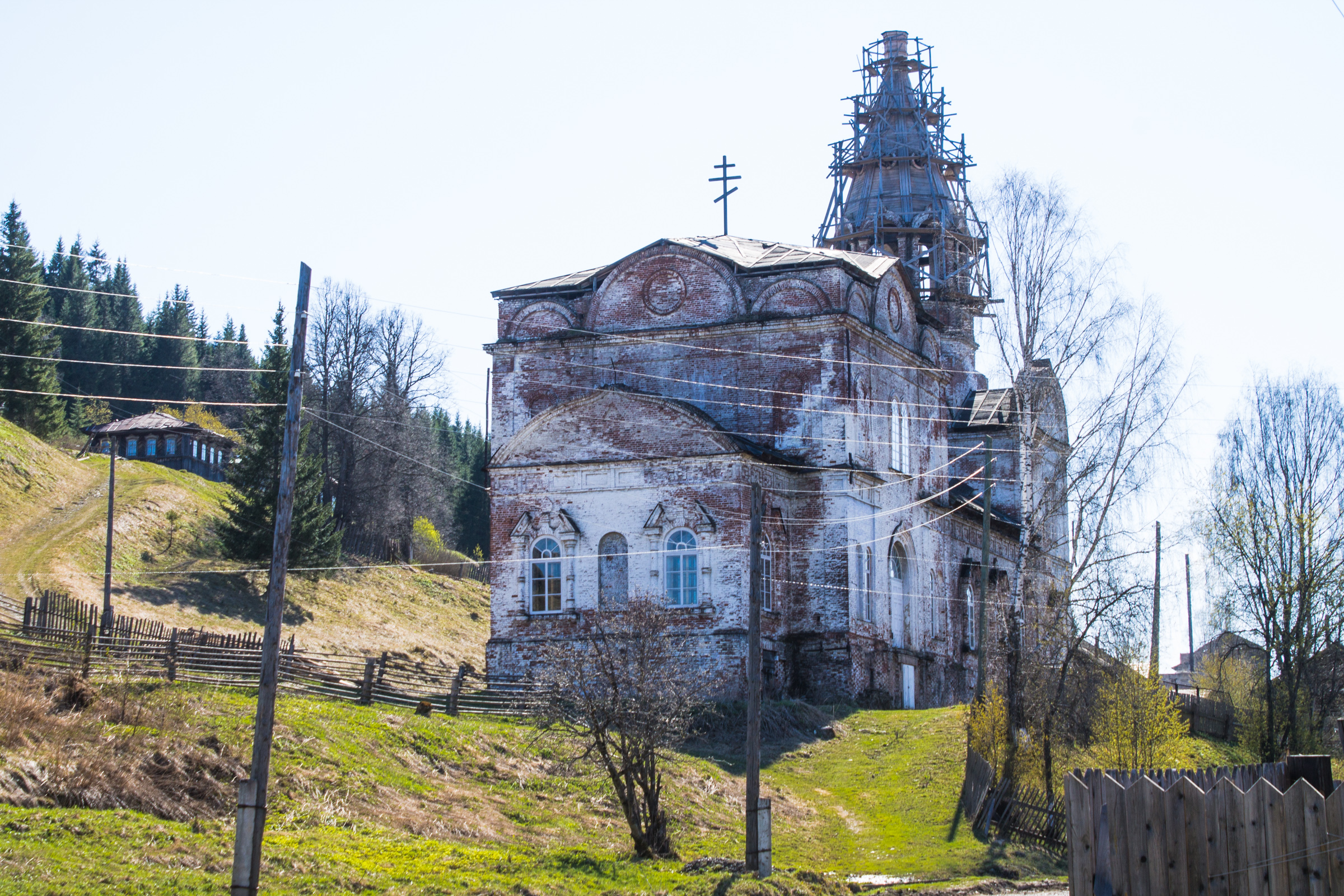
Свято-Троицкий храм

В селе сохранились несколько исторических построек. Среди них:
- Комплекс зданий бывшего Кыновского железоделательного завода, включающий «провиантский магазин», производственный корпус, чертёжную, караульную избу, пожарное депо и другие.
- Свято-Троицкий храм. Храм построен в 1864 году на средства графа С. Г. Строганова, в настоящее время функционирует.
- Кыновская пристань. На берегу реки находится пристань с массивной каменной кладкой, к которой причаливали барки с продукцией уральских заводов.
- Кооперативная лавка, принадлежавшая первому кооперативу. На здании имеется мемориальная доска из серого мрамора.

Кроме того, имеется ряд памятников:
- Памятник «Начало Пермского края» установлен у подножия Плакун-горы на левом берегу реки Кын. Именно в окрестностях села найдено пять из шести известных бронзовых блях с изображением медведя в жертвенной позе, относящихся к пермскому звериному стилю.
- Памятник «Сплаву железных караванов» установлен в 2010 году на берегу реки Чусовой, в виде чугунного лота — слитка чугуна с шипами. Такой лот бросали в воду за баркой, чтобы уменьшить скорость движения судна на опасном участке и избежать столкновения со скалами-бойцами.
- Памятник павшим в годы Гражданской войны.

## Кын в культуре
Кын, его история, пейзажи и жители, показаны в документальном фильме «О времени и о реке. Чусовая» (2021).
В 2021 году в селе проходили съёмки отечественного фильма «Подельники», в котором приняли участие и местные жители.

## Люди, связанные с селом
В селе проживали: Брагин, Георгий Михайлович (1900—1955) — советский военачальник, генерал-майор; Щербаков, Николай Иванович (1914—1985) — ветеран ВОВ, подполковник Советской армии.

## Галерея

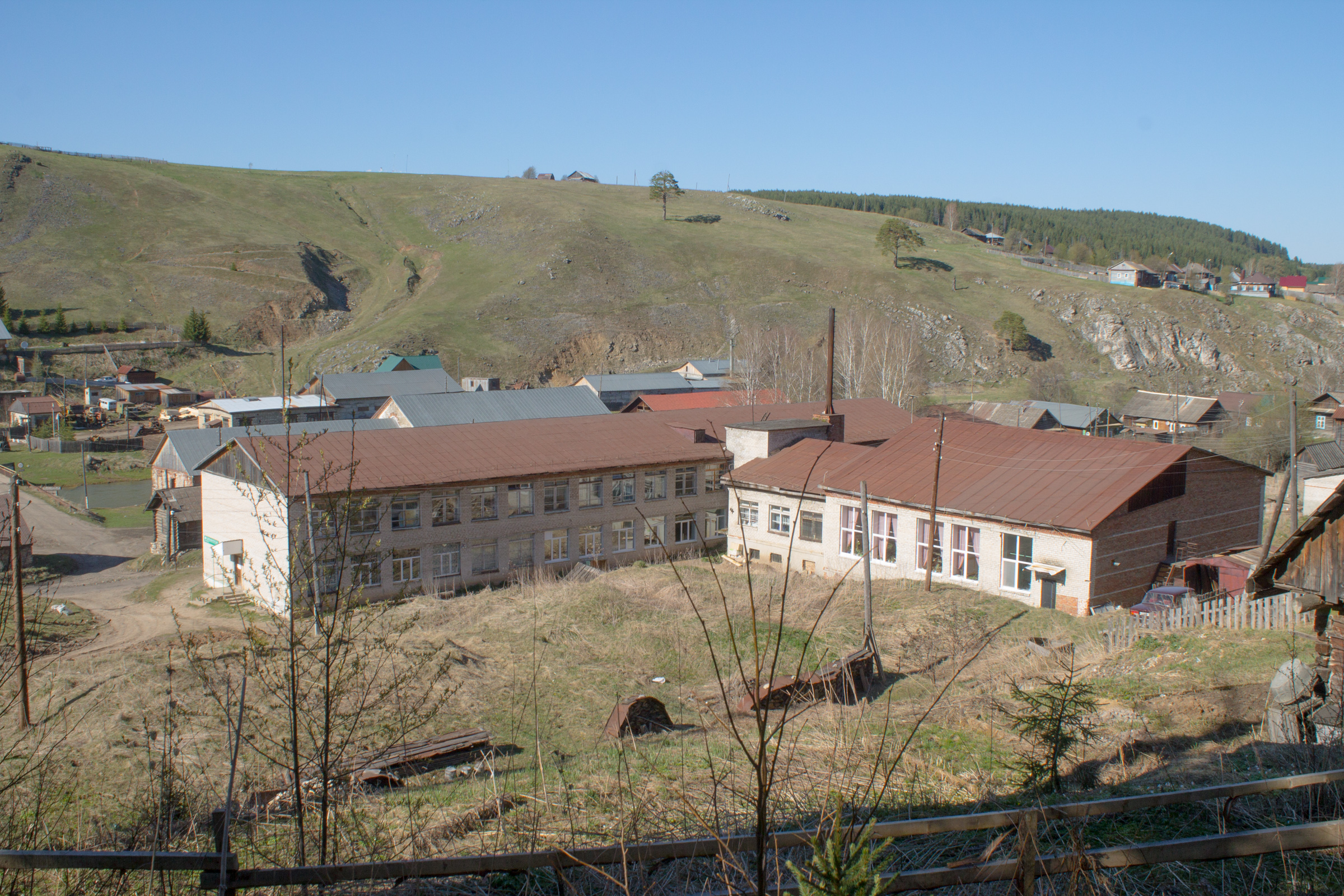
Сельская школа
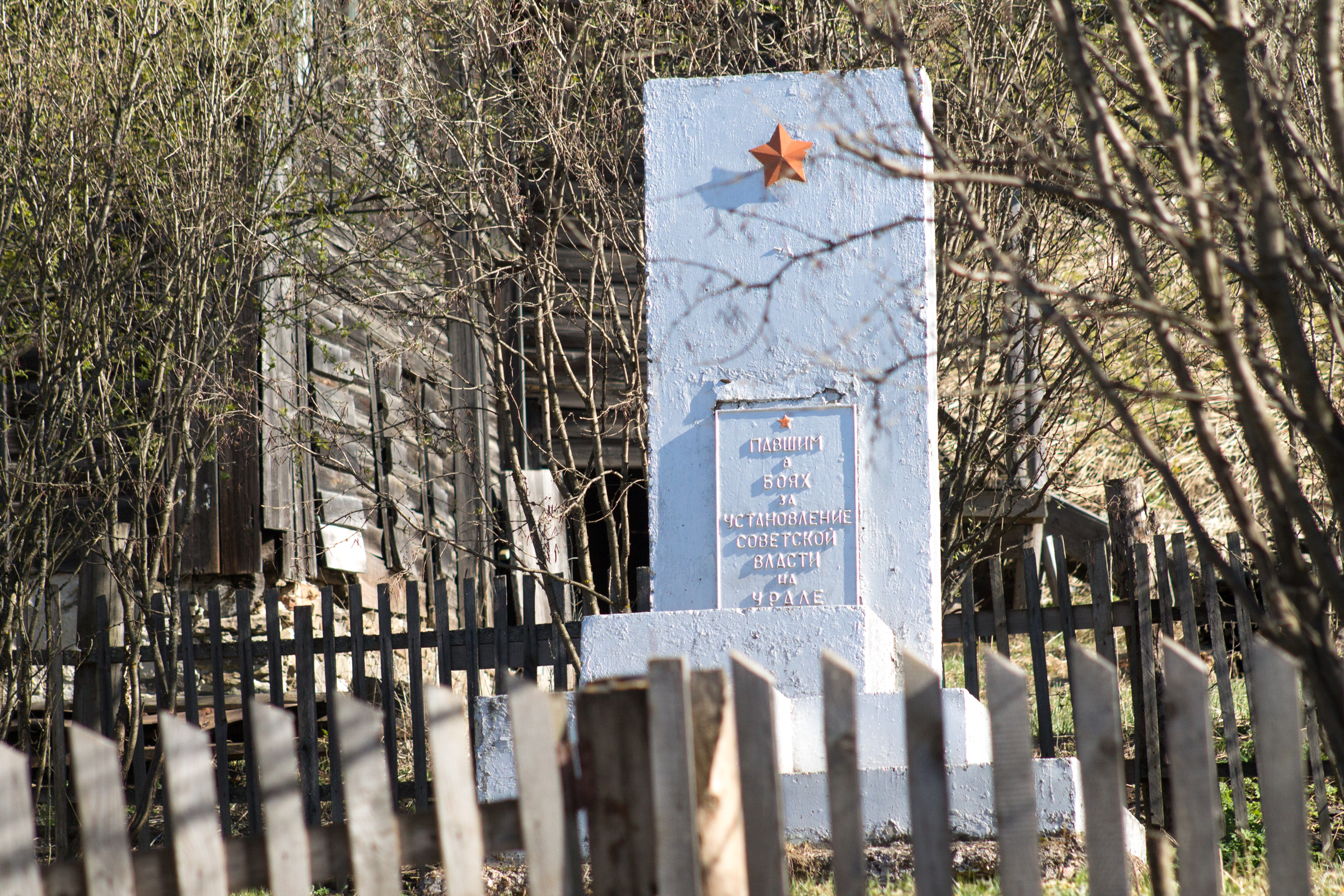
Памятник павшим в годы Гражданской войны
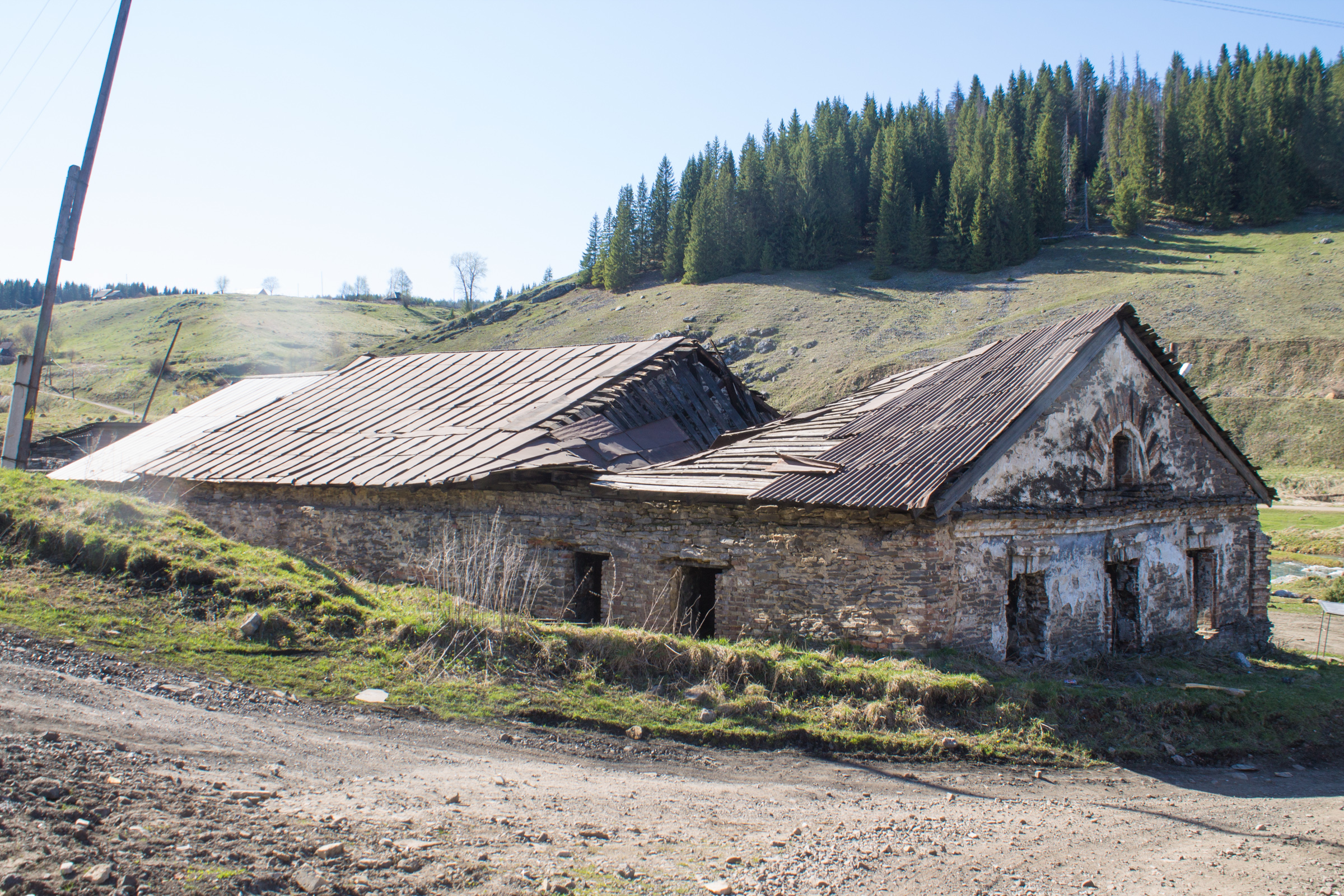
Село Кын, май 2016